# Dahlia
Dahlia, nome comum dália, é um género botânico pertencente à família Asteraceae. É uma herbácea de porte médio, perene(ou também chamada de "vivaz" e não perene a planta que tem órgãos aéreos anuais, dotada de rizomas, tubérculos, bulbos entre outros). Quando adulta, a planta chega a atingir até 1,50 metro. É originária do México, onde é muito popular. Os índios daquela região foram os primeiros a cultivar dálias, ainda no período do império Asteca. Por volta do final do século XVIII, o diretor do Jardim Botânico de Madrid encantou-se com a flor, durante uma visita ao México. Foi o suficiente para que a dália atravessasse o oceano e chegasse à Europa, onde se adaptou ao clima temperado.
Foi o botânico sueco Anders Dahl, responsável pela expansão das dálias pela região nórdica da Europa, que inspirou o nome da flor. Os holandeses e os franceses foram os maiores incentivadores do cultivo e da produção de inúmeras espécies híbridas de dálias. Os imigrantes holandeses contribuíram para a propagação desta flor no Brasil. Hoje, entre naturais e híbridas, existem mais de 3 000 variedades, com uma diversificação de formas, cores tamanhos e adaptações a diferentes condições.
Apesar de genericamente usar-se o termo "bulbo" para designar a estrutura subterrânea usada como um dos meios de reprodução das dálias, o correto é dizer que as dálias se reproduzem por meio de tubérculos, que são caules modificados em forma de raiz, arredondados, hipertrofiados, que acumulam substâncias de reserva (amido). Os tubérculos apresentam saliências denominadas olhos ou brotos (gemas). Em relação ao cultivo e comportamento, o tubérculo é muito semelhante ao bulbo. Outras plantas que se reproduzem por meio de tubérculos são batata-inglesa, cará, inhame e caládio ou tinhorão e dália.
- Reprodução: por meio de sementes, estaquia das pontas dos ramos ou divisão das raízes tuberosas; sendo que esta última permite a propagação de um exemplar com características idênticas às da planta-mãe.
- Substrato ideal para o plantio: 2 partes de terra comum, 2 partes de terra vegetal e 1 parte de areia.
- Clima ideal: ameno.
- Luminosidade: em locais de clima frio, precisa de no mínimo 4 horas de sol pleno; já em clima quente, recomenda-se o cultivo à meia-sombra.
- Regas: manter o solo sempre húmido, sem encharcar.
- Floração: produz flores isoladas na primavera e no verão, em várias cores.
- Cuidados: necessita de proteção contra ventos e adubação orgânica a cada três meses.

## Espécies

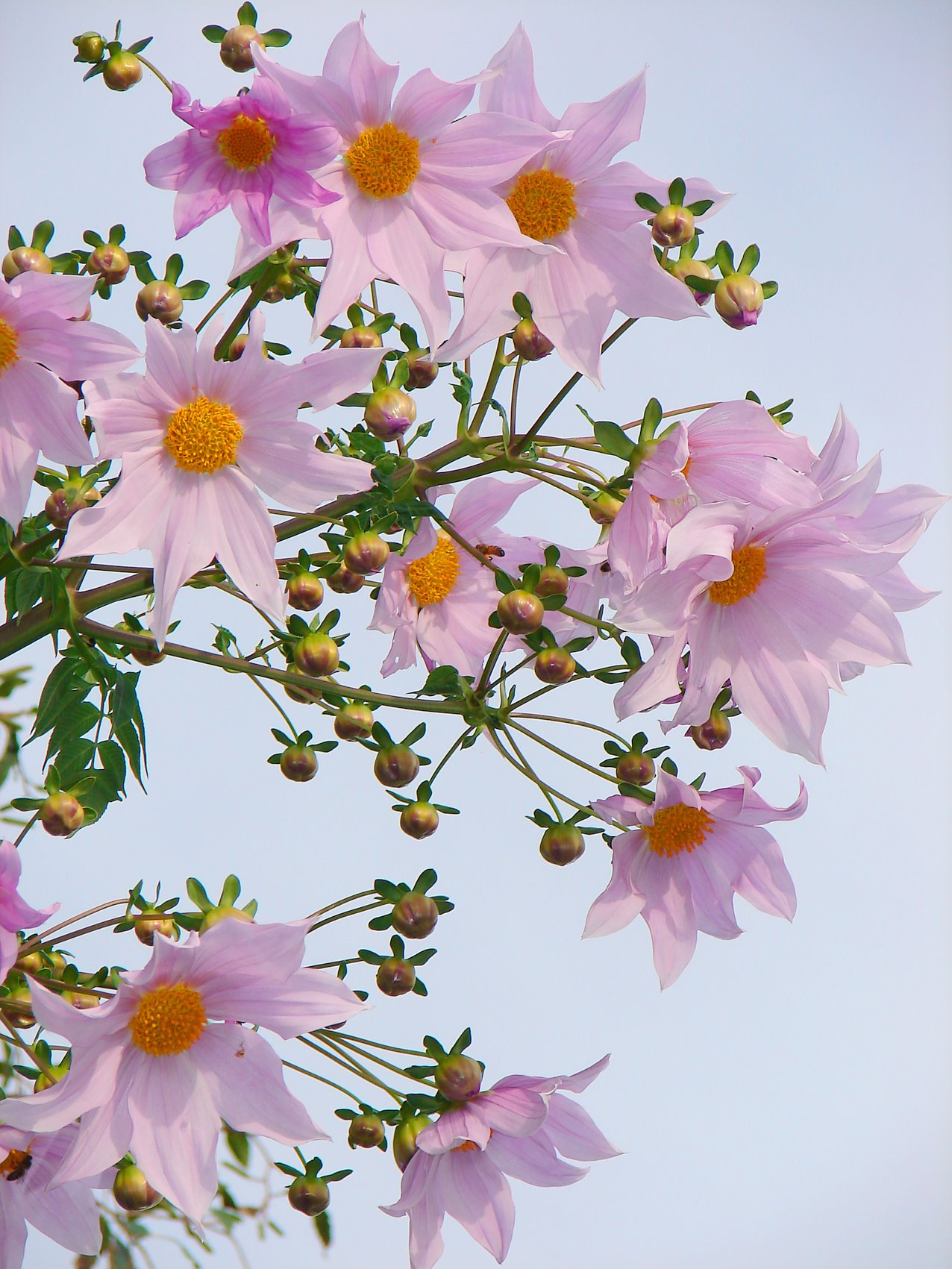
Dahlia imperialis

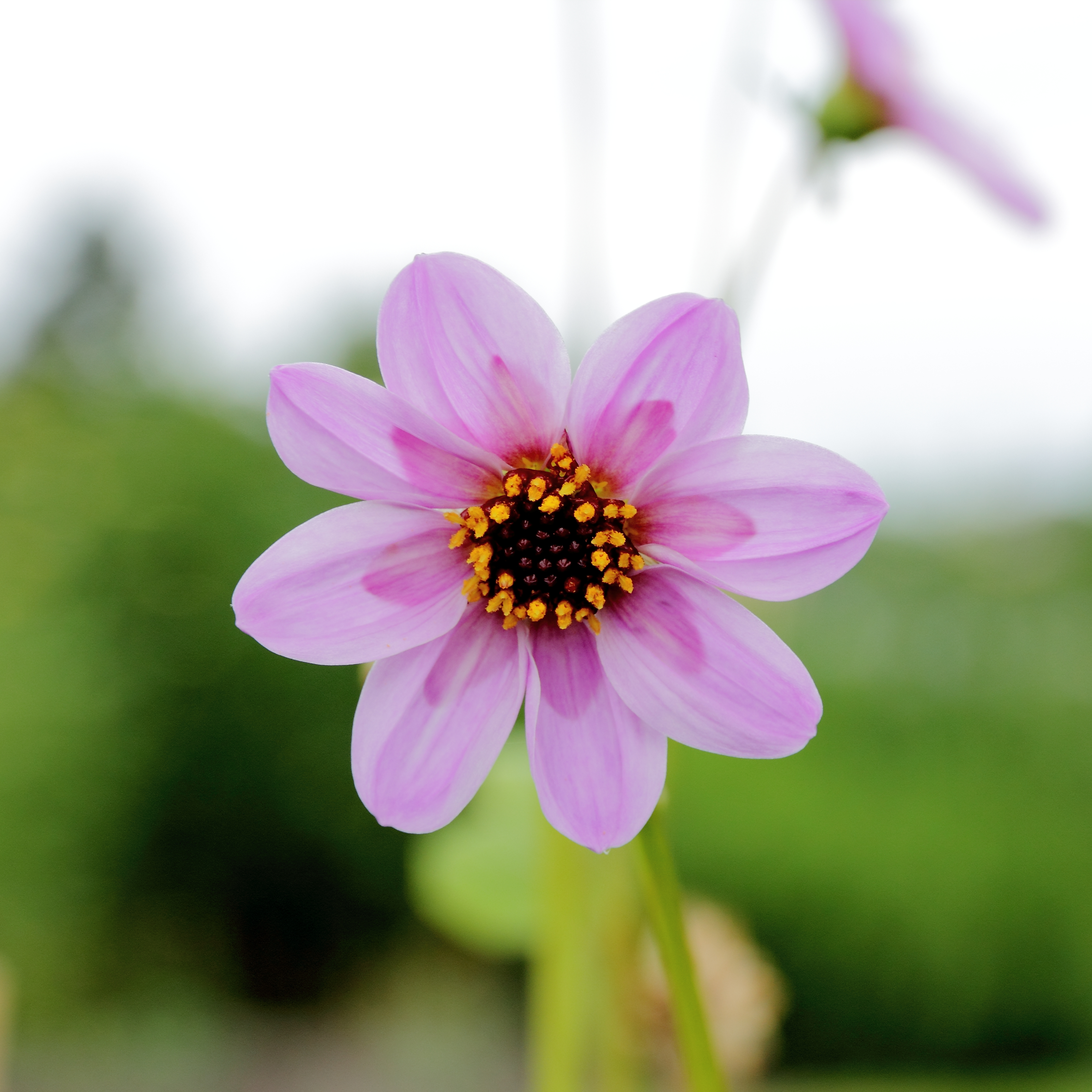
Dahlia merckii

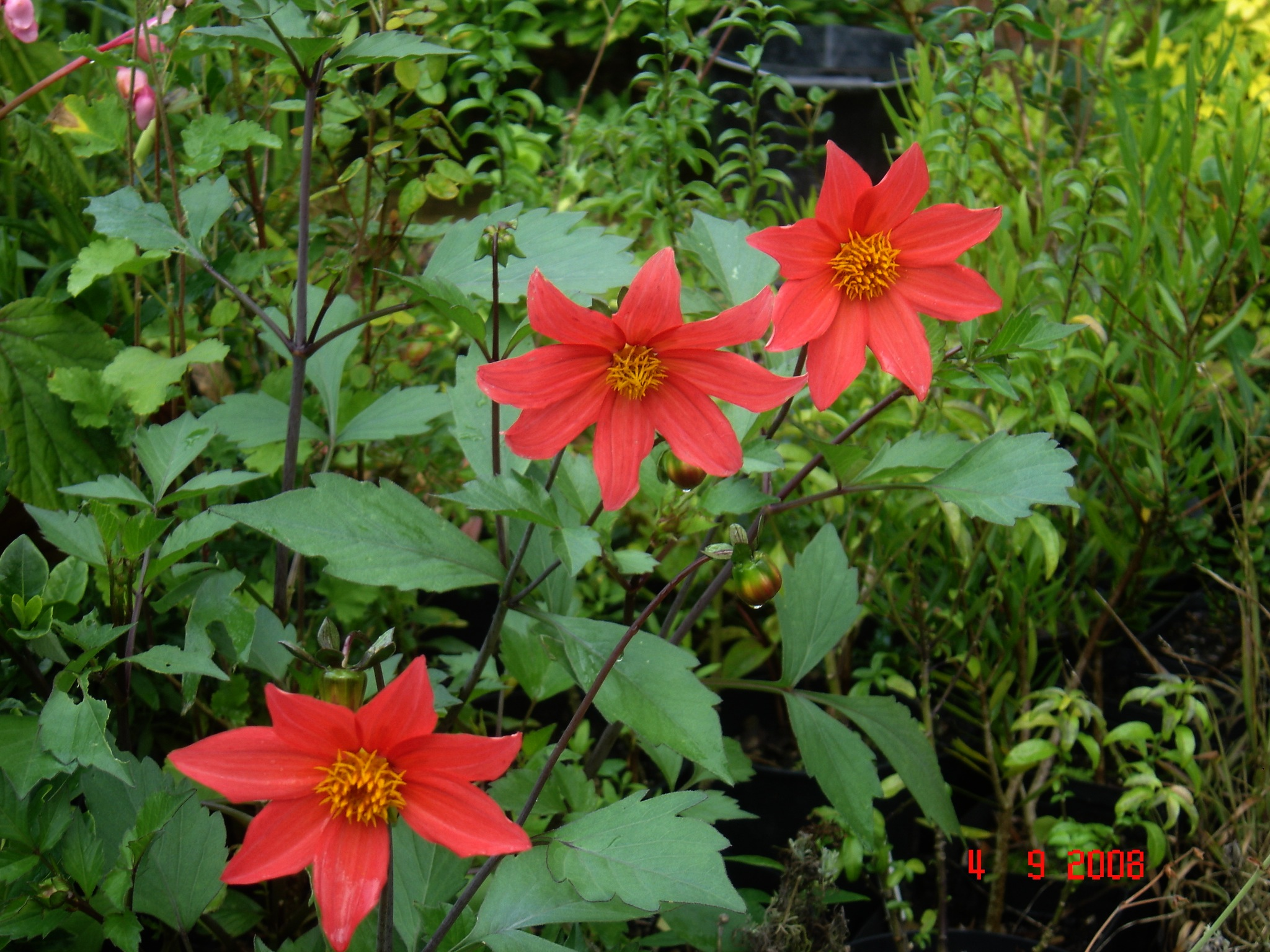
Dahlia sherffii

Lista das 40 espécies de Dahlia aceitas.
- Dahlia × hortensis Guillaumin
- Dahlia apiculata  (Sherff) P.D.Sørensen
- Dahlia atropurpurea  P.D.Sørensen
- Dahlia australis  (Sherff) P.D.Sørensen
- Dahlia brevis  P.D.Sørensen
- Dahlia campanulata Saar, P.D.Sørensen & Hjert.
- Dahlia cardiophylla  S.F.Blake & Sherff
- Dahlia congestifolia  P.D.Sørensen
- Dahlia cordifolia  (Sessé & Moc.) McVaugh
- Dahlia cuspidata Saar, P.D.Sørensen & Hjert.
- Dahlia dissecta  S.Watson
- Dahlia dumicola  Klatt
- Dahlia excelsa Benth.
- Dahlia foeniculifolia Sherff
- Dahlia hintonii Sherff
- Dahlia hjertingii H.V.Hansen & P.D.Sørensen
- Dahlia imperialis Roezl ex Ortgies
- Dahlia lehmannii  Hieron.
- Dahlia linearis  Sherff
- Dahlia macdougallii  Sherff
- Dahlia maximiliana  Hort. ex Hook.f.
- Dahlia maxonii  Saff.
- Dahlia merckii  Lehm.
- Dahlia mollis  P.D.Sørensen
- Dahlia moorei  Sherff
- Dahlia neglecta  Saar
- Dahlia parvibracteata  Saar & P.D.Sørensen
- Dahlia pinnata  Cav.
- Dahlia pteropoda  Sherff
- Dahlia purpusii  Brandegee
- Dahlia repens  Hartw. ex Benth.
- Dahlia rudis  P.D.Sørensen
- Dahlia rupicola  P.D.Sørensen
- Dahlia scapigera  (A.Dietr.) Knowles & Westc.
- Dahlia scapigeroides  Sherff
- Dahlia sherffii  P.D.Sørensen
- Dahlia sorensenii  H.V.Hansen & Hjert.
- Dahlia spectabilis  Saar & P.D.Sørensen
- Dahlia tenuicaulis  P.D.Sørensen
- Dahlia tubulata  P.D.Sørensen